# 圣斯蒂诺-迪利文扎
圣斯蒂诺-迪利文扎（義大利語：San Stino di Livenza），是意大利威尼托大区威尼斯廣域市的一个市镇。总面积68.09平方公里，人口13027人，人口密度191.3人/平方公里（2009年）。国家统计（ISTAT）代码为027036。